# Liste der Schweizer BMX-Meister
Die Liste der Schweizer BMX-Meister nennt alle BMX-Schweizermeister der Elite bei den Frauen und Männern, sofern recherchierbar. Beim Austragungsort ist immer das Finale zu verstehen, wobei der Schweizer Meister bis 2006 auch der Gesamtsieger war; heute werden die Schweizer Meisterschaften und «Swiss Cup»-Sieger separat ausgetragen.
Die ersten Schweizer BMX-Meisterschaften fanden 1984 statt und hatten mangels genügend Pisten in der Schweiz auch eine Piste in Altkirch in Frankreich beinhaltet. Das Finale wurde in Sitterdorf ausgetragen.

## Männer
| Jahr | Austragungsort     | Sieger                                           | Zweiter                                          | Dritter                                             |
| ---- | ------------------ | ------------------------------------------------ | ------------------------------------------------ | --------------------------------------------------- |
| 2022 | Frauenfeld         | Cédric Butti BMX-Club Flying Tigers              | Loris Aeberhard BMX-Club Blumenstein             | Renaud Blanc Bicross Club Genève                    |
| 2021 | Echichens          | Simon Marquart Powerbike Winterthur              | Arthur Claessens Bicross Club Echichens          | Loris Aeberhard BMX-Club Blumenstein                |
| 2020 | Weinfelden         | Simon Marquart Powerbike Winterthur              | David Graf Powerbike Winterthur                  | Gil Brunner BMX-Club Flying Tigers                  |
| 2019 | Frauenfeld         | David Graf Powerbike Winterthur                  | Gil Brunner BMX-Club Flying Tigers               | Romain Tanniger E-Bicross Club Nord Vaudois         |
| 2018 | Echichens          | David Graf Powerbike Winterthur                  | Simon Marquart Powerbike Winterthur              | Arthur Claessens Bicross Club Echichens             |
| 2017 | Winterthur         | David Graf Powerbike Winterthur                  | Renaud Blanc E-Bicross Club Genève               | Jonathan Demont E-Bicross Club Genève               |
| 2016 | Aigle              | David Graf Powerbike Winterthur                  | Simon Marquart Powerbike Winterthur              | Romain Tanniger E-Bicross Club Nord Vaudois         |
| 2015 | Genf               | Romain Tanniger E-Bicross Club Nord Vaudois      | Yvan Lapraz BMX Club La Béroche                  | Simon Marquart Powerbike Winterthur                 |
| 2014 | Winterthur         | David Graf Powerbike Winterthur                  | Renaud Blanc E-Bicross Club Genève               | Jonathan Demont E-Bicross Club Genève               |
| 2013 | Grandson           | David Graf Powerbike Winterthur                  | Yvan Lapraz BMX Club La Béroche                  | Romain Tanniger E-Bicross Club Nord Vaudois         |
| 2012 | Sion               | Jonathan Demont E-Bicross Club Genève            | Renaud Blanc E-Bicross Club Genève               | Romain Tanniger E-Bicross Club Nord Vaudois         |
| 2011 | Volketswil         | Yvan Lapraz BMX Club La Béroche                  | Jonathan Demont E-Bicross Club Genève            | Yvan Bula E-Bicross Club Sion                       |
| 2010 | Genf               | Renaud Blanc Bicross Club Genève                 | Yvan Lapraz BMX Club La Béroche                  | Axel Keller Bicross Club Grandson                   |
| 2009 | Winterthur         | Yvan Lapraz BMX Club La Béroche                  | David Graf Powerbike Winterthur                  | Hervé Krebs Bicross Club Echichens                  |
| 2008 | Winterthur         | Roger Rinderknecht Powerbike Winterthur          | Pascal Seydoux BMX-Club Blumenstein              | David Graf Powerbike Winterthur                     |
| 2007 | Saint-Aubin-Sauges | Pascal Seydoux BMX-Club Blumenstein              | Roger Rinderknecht Powerbike Winterthur          | Axel Keller Bicross Club Genève                     |
| 2006 | Echichens          | Pascal Seydoux BMX-Club Blumenstein              | Marco Siegrist BMX-Club Zuger Racer              | Stéphane Rebeaud L’association BMX Yverdon-Grandson |
| 2005 | Volketswil         | Sascha Vetsch BMX-Club Werdenberg                | Adrian Muff Powerbike Winterthur                 | Marc Widmer Bike Hunters – BMX Club Goldach         |
| 2004 | Winterthur         | Pascal Seydoux BMX-Club Blumenstein              | Szilard Szurdock Powerbike Winterthur            | Stéphane Rebeaud L’association BMX Yverdon-Grandson |
| 2003 | Genf               | Pascal Seydoux BMX-Club Blumenstein              | Hervé Krebs Bicross Club Echichens               | Marc Widmer Bike Hunters – BMX Club Goldach         |
| 2002 | Littau             | Roger Rinderknecht Powerbike Winterthur          | Hervé Krebs Bicross Club Echichens               | Pascal Seydoux BMX-Club Blumenstein                 |
| 2001 | Saint-Aubin-Sauges | Roger Rinderknecht Powerbike Winterthur          | Urs Kropf Powerbike Winterthur                   | Szilard Szurdok Powerbike Winterthur                |
| 2000 | Blumenstein        | Roger Rinderknecht Powerbike Winterthur          | Yannik Rosset L’association BMX Yverdon-Grandson | Szilard Szurdok Bike Hunters – BMX Club Goldach     |
| 1999 |                    | Yannik Rosset L’association BMX Yverdon-Grandson | Urs Kropf Powerbike Winterthur                   | Hervé Krebs Bicross Club Echichens                  |
| 1998 |                    | Yannik Rosset L’association BMX Yverdon-Grandson | Urs Kropf Powerbike Winterthur                   | Szilard Szurdok Bike Hunters – BMX Club Goldach     |
| 1997 |                    | Patrick Kesic                                    | Szilard Szurdok                                  | Laurent Thèche                                      |

## Frauen
Aufgrund der zu wenig qualifizierten Fahrerinnen für die Schweizer Meisterschaften unter dem neuen Modus (gemäss Reglement mindestens fünf) gab es in den letzten Jahren keine Schweizer Meisterinnen mehr. Mit einer erneuten Änderung 2019 wurde diese Hürde wieder auf zwei Teilnehmer gesenkt, wodurch 2019 wieder eine Schweizer Meisterin gekürt werden konnte. Teilweise sind die aufgeführten Gewinnerinnen in einer gemeinsamen Kategorie Juniorinnen/Elite gestartet.
| Jahr | Austragungsort     | Sieger                               | Zweiter                                        | Dritter                                        |
| ---- | ------------------ | ------------------------------------ | ---------------------------------------------- | ---------------------------------------------- |
| 2022 | Frauenfeld         | Zoé Claessens Bicross Club Echichens | Christelle Bovin BMX Club La Béroche           | Christa von Niederhäusern BMX-Club Blumenstein |
| 2021 | Echichens          | Christelle Bovin BMX Club La Béroche | Nadine Aeberhard BMX-Club Blumenstein          | Christa von Niederhäusern BMX-Club Blumenstein |
| 2020 | Weinfelden         | Zoé Claessens Bicross Club Echichens | Christelle Bovin BMX Club La Béroche           | Christa von Niederhäusern BMX-Club Blumenstein |
| 2019 | Frauenfeld         | Christelle Bovin BMX Club La Béroche | Eloïse Donzallaz Bicross Club Echichens        |                                                |
| 2018 | nicht ausgetragen  | nicht ausgetragen                    | nicht ausgetragen                              | nicht ausgetragen                              |
| 2017 | nicht ausgetragen  | nicht ausgetragen                    | nicht ausgetragen                              | nicht ausgetragen                              |
| 2016 | nicht ausgetragen  | nicht ausgetragen                    | nicht ausgetragen                              | nicht ausgetragen                              |
| 2015 | nicht ausgetragen  | nicht ausgetragen                    | nicht ausgetragen                              | nicht ausgetragen                              |
| 2014 | nicht ausgetragen  | nicht ausgetragen                    | nicht ausgetragen                              | nicht ausgetragen                              |
| 2013 | nicht ausgetragen  | nicht ausgetragen                    | nicht ausgetragen                              | nicht ausgetragen                              |
| 2012 | nicht ausgetragen  | nicht ausgetragen                    | nicht ausgetragen                              | nicht ausgetragen                              |
| 2011 | nicht ausgetragen  | nicht ausgetragen                    | nicht ausgetragen                              | nicht ausgetragen                              |
| 2010 | nicht ausgetragen  | nicht ausgetragen                    | nicht ausgetragen                              | nicht ausgetragen                              |
| 2009 | nicht ausgetragen  | nicht ausgetragen                    | nicht ausgetragen                              | nicht ausgetragen                              |
| 2008 | Winterthur         | Jenny Fähndrich Bicross Club Genève  | Cristina Da Costa Bicross Club Genève          |                                                |
| 2007 | Saint-Aubin-Sauges | Jenny Fähndrich Bicross Club Genève  | Cindy Nicolet Bicross Club Echichens           | Lucia Oetjen RMV Ebikon                        |
| 2006 | Echichens          | Jenny Fähndrich Bicross Club Genève  | Denise Ruiz Powerbike Winterthur               | Lucia Oetjen BMX Club Littau                   |
| 2005 | Volketswil         | Denise Ruiz Powerbike Winterthur     | Lucia Oetjen BMX Club Littau                   | Nicole Muheim Bike Hunters – BMX Club Goldach  |
| 2004 | Winterthur         | Tatjana Schocher BMX-Club Werdenberg | Jenny Fähndrich Bicross Club Genève            | Denise Ruiz Powerbike Winterthur               |
| 2003 | Genf               | Tatjana Schocher BMX-Club Werdenberg | Karin Laupsien BMX-Club Blumenstein            | Denise Ruiz Powerbike Winterthur               |
| 2002 | Littau             | ???                                  | ???                                            | ???                                            |
| 2001 | Saint-Aubin-Sauges | Tatjana Schocher BMX-Club Werdenberg | Karin Laupsien Bike Hunters – BMX Club Goldach | Camille Kroug Bicross Club Genève              |
| 2000 | Blumenstein        | Rachel Seydoux BMX-Club Blumenstein  | Tatjana Schocher BMX-Club Werdenberg           | Karin Laupsien Bike Hunters – BMX Club Goldach |